# Gustavo Costas
Gustavo Adolfo Costas Makeira (Buenos Aires, 28 de fevereiro de 1963) é um treinador e ex-futebolista argentino que atuava como zagueiro. Atualmente, treina o Racing Club.

## Títulos

### Jogador
Racing Club
- Supercopa Sul-americana: 1988

### Treinador
Alianza Lima
- Campeonato Peruano: 2003, 2004

Cerro Porteño
- Campeonato Paraguaio: 2005

Barcelona
- Campepnato Ecuatoriano Serie A: 2012

Santa Fe
- Categoría Primera A: 2014-II, 2016-II
- Supercopa da Colombia: 2015
- Copa Suruga Bank: 2016

Racing Club
- Copa Sul-Americana: 2024
- Recopa Sul-Americana: 2025